# Mieczysław Schulz
Mieczysław Schulz (ur. 25 marca 1895 w Warszawie, zm. 15 lutego 1951 tamże) – polski malarz, grafik i publicysta.

## Życiorys
Jego rodzicami byli Karol i Karolina z d. Mrozowicz.
Ukończył V Gimnazjum w Warszawie. Następnie studiował w stołecznej Szkole Sztuk Pięknych. Kształcił się pod kierunkiem Jana Kauzika, Miłosza Kotarbińskiego, Tadeusza Pruszkowskiego i Edwarda Trojanowskiego. Należał do ugrupowań artystycznych – awangardowego „Bloku”, a następnie tradycjonalistycznego „Bractwo św. Łukasza”. Był również członkiem Bloku Zawodowych Artystów Plastyków. Swoje prace wystawiał w Towarzystwie Zachęty Sztuk Pięknych oraz „Salonach” organizowanych przez Instytut Propagandy Sztuki. Na „II Salonie – Zimowym”, otwartym od grudnia 1931 do lutego 1932 otrzymał nagrodę w kwocie 500 zł, przyznaną przez Fundusz Kultury Narodowej. Natomiast w 1938 został uhonorowany srebrnym medalem na pokazie w Paryżu. Uczestniczył w licznych wystawach w Polsce i za granicą, m.in. w Krakowie, Lwowie, Poznaniu, Brukseli, Padwie, Wenecji, Niemczech i na Łotwie. Ponadto publikował artykuły o sztuce m.in. w takich czasopismach jak „Południe” i „Plastyka”, które również redagował.
Od 1932 nauczał w Miejskiej Szkole Sztuk Zdobniczych i Malarstwa w Warszawie. W późniejszym okresie został profesorem w stołecznej Akademii Sztuk Pięknych.
Początkowo uprawiał malarstwo bezprzedmiotowe, później poświęcił się dekoracyjnemu malarstwu ściennemu. Stosował dawne techniki malarskie takie jak fresk i enkaustyka. Wykonał wiele malowideł dla szeregu kościołów prowincjonalnych.
Po śmierci spoczął na cmentarzu Powązkowskim (kwatera 162-1-2).

### Małżeństwo
W 1920 poślubił Marię z d. Suchodolską w warszawskim Kościele Świętych Apostołów Piotra i Pawła.

## Wybrana twórczość

### Malarstwo
- Jekaterinosławka, 1914
- Allaberdino, 1915
- Matka, 1930
- Dwie kobiety, 1934
- Zamek
- Wieża
- Rodzina, 1938

### Opracowania graficzne czasopism
- „Plastyka” (okładka), nr 4, 1936 – wyd. Blok Zawodowych Artystów Plastyków, Warszawa

### Publicystyka
- Problemat malarstwa żywicznego
- Tragedia współczesnego malarstwa

## Uwaga

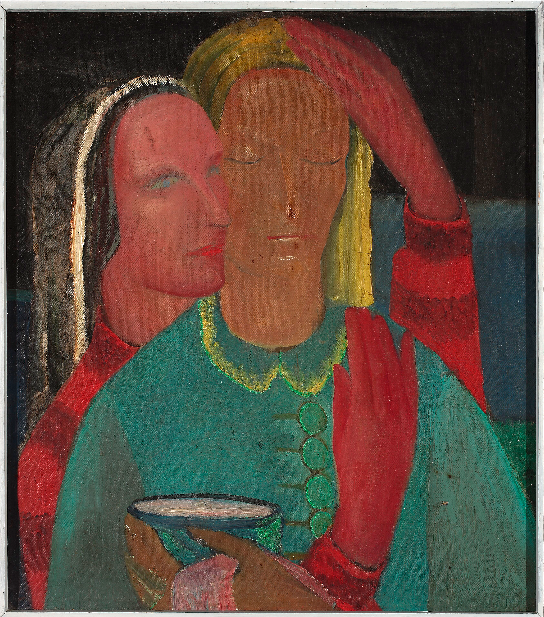
Obraz Dwie kobiety Mieczysława Schulza, 1934

1. ↑  Stanisław Łoza w swoim leksykonie podaje jego nazwisko w błędnej pisowni: „Schulc”. W piśmiennictwie niekiedy występuje także jako „Szulc”.